# Vadillo de la Sierra
Vadillo de la Sierra és un municipi de la província d'Àvila, a la comunitat autònoma de Castella i Lleó.